# Штепа, Александр Владимирович
Алекса́ндр Влади́мирович Ште́па (род. 15 мая 1979) — российский легкоатлет, специалист по многоборьям. Выступал за сборную России по лёгкой атлетике в начале 2000-х годов, двукратный бронзовый призёр Кубка Европы в командном зачёте, серебряный призёр национального чемпионата, участник ряда крупных международных стартов. Представлял Ставропольский край.

## Биография
Александр Штепа родился 15 мая 1979 года.
Занимался лёгкой атлетикой под руководством Льва Алексеевича Лободина.
Дебютировал на международной арене в 1996 году, в частности на соревнованиях в Сиднее набрал в сумме десятиборья 7084 очка. Стал рекордсменом России среди спортсменов до 18 лет.
Первого серьёзного успеха на взрослом всероссийском уровне добился в сезоне 2001 года, когда на чемпионате России в Туле с результатом в 7789 очков стал серебряным призёром в десятиборье, уступив только Николаю Афанасьеву из Татарстана.
В мае 2002 года на соревнованиях в Краснодаре установил свой личный рекорд в десятиборье — 8007 очков. Попав в состав российской национальной сборной, выступил на Кубке Европы по легкоатлетическим многоборьям в Быдгоще — набрал в сумме всех дисциплин десятиборья 7301 очко, тем самым занял 19-е место в личном зачёте и помог своим соотечественникам выиграть бронзовые медали мужского командного зачёта.
В 2003 году стал девятым на международных соревнованиях Hypo-Meeting в Австрии, тогда как на Кубке Европы в Брессаноне показал девятый результат в личном зачёте и вновь получил бронзу командного зачёта.
Впоследствии в течение нескольких лет выступал в метании диска, но каких-то значительных успехов в этой дисциплине не добился.